# Škoda 06T
Škoda 06T (nazwa handlowa Elektra) – typ pięcioczłonowego, częściowo niskopodłogowego tramwaju, wytwarzanego w latach 2006–2007 w zakładach Škoda Transportation.

## Konstrukcja
06T to dwukierunkowy, sześcioosiowy, silnikowy, częściowo niskopodłogowy wagon tramwajowy. Nadwozie składa się z pięciu członów złączonych przegubami. Po obu stronach tramwaju umieszczono pięcioro drzwi odskokowo-przesuwnych (czworo dwupłatowych, jedne jednopłatowe).
Konstrukcyjnie typ 06T wywodzi się z tramwaju typu 05T, wyprodukowanego w jednym egzemplarzu. Skrajne sekcje nadwozia opierają się na dwóch dwuosiowych wózkach napędowych (każdą oś napędza silnik o mocy 115 kW), środkowa sekcja zamontowana jest na wózku tocznym, a człony drugi i czwarty zawieszone są między pozostałymi członami. Podłoga w skrajnych członach znajduje się na wysokości 620 mm nad główką szyny, a w pozostałych częściach na poziomie 350 mm nad główką szyny; udział niskiej podłogi wynosi 70%. Wnętrze tramwaju wyposażono w klimatyzację.
Wagony 06T zbudowano dla włoskiego miasta Cagliari. Nietypową cechą tamtejszego systemu tramwajowego jest rozstaw szyn wynoszący 950 mm.

## Dostawy
| Państwo        | Miasto         | Typ            | Lata dostaw    | Liczba | Numery taborowe |       |  |
| -------------- | -------------- | -------------- | -------------- | ------ | --------------- | ----- |  |
| Włochy         | Cagliari       | 06T0           | 2006           | 6      | CA 01–CA 06     | [ 2 ] |  |
| Włochy         | Cagliari       | 06T1           | 2007           | 3      | CA 07–CA 09     | [ 2 ] |  |
| Łączna liczba: | Łączna liczba: | Łączna liczba: | Łączna liczba: | 9      |                 |       |  |